# Nathaniel Richards (cómic)
Nathaniel Richards es un científico ficticio que viaja en el tiempo y que aparece en los cómics estadounidenses publicados por Marvel Comics. Es el padre del superhéroe Reed Richards, el líder de Los 4 Fantásticos. Es el homónimo de su descendiente, el villano futurista conocido como Kang el Conquistador y como el joven superhéroe Iron Lad como su yo más joven; a diferencia de su descendiente, el Nathaniel original es más un aventurero que siente un amor genuino por su hijo.
Nathaniel Richards fue interpretado por Tim Heidecker en la película de 2015, Los 4 Fantásticos.

## Historial de publicaciones
Nathaniel Richards apareció por primera vez en Fantastic Four # 272 y fue creado por John Byrne.

## Biografía
El Dr. Nathaniel Richards fue un científico exitoso que se especializó en múltiples campos. Estaba casado con Evelyn y juntos tuvieron un hijo llamado Reed que también poseía una mente intelectual como su padre. Cuando Evelyn murió, Nathaniel continuó criando a su hijo apoyando sus esfuerzos científicos. Más tarde, Nathaniel es abordado por la Hermandad del Escudo y se une a su grupo. Junto con Howard Stark, los dos conocen a un individuo superpoderoso llamado Leonid y lo ayudan a resolver una disputa entre el viajero en el tiempo Leonardo da Vinci e Isaac Newton, que había dividido la organización en dos. Estos eventos de alguna manera resultaron en que Nathaniel ganara la habilidad de viajar a través del tiempo.
Nathaniel se encontró en un futuro lejano junto con otras versiones alternativas de sí mismo. El villano Immortus los había reunido y los había obligado a matarse entre ellos. Nathaniel logró huir y en el proceso dejó a su familia para siempre, no antes de dejar a su hijo Reed de por vida.
Nathaniel terminó en otra dimensión donde la Tierra se había convertido en un páramo desolado cuando la luna fue destruida. Se casó con una mujer llamada Cassandra que le dio dos hijos, uno de los cuales se convirtió en Huntara. Cassandra resultó ser un individuo loco por el poder que usaba su tecnología para gobernar a los humanos restantes. Los 4 Fantásticos y Wyatt Wingfoot llegaron a esta dimensión donde derrotaron a Cassandra y liberaron a Nathaniel. Después de que padre e hijo tuvieron una reunión sincera, Nathaniel se quedó para ayudar a reconstruir.
Sin embargo, Nathaniel llegó al presente para secuestrar a Franklin Richards. Nathaniel envejeció a Franklin hasta convertirse en un adolescente en un esfuerzo por evitar que Franklin tuviera un hijo con Rachel Summers. Su hijo eventualmente se convertiría en el villano Hyperstorm. Nathaniel ayudaría a Franklin y los Cuatro Fantásticos a luchar contra Aron el Vigilante Renegado a rescatar a Uatu el Vigilante.
Nathaniel luego entrenó a Susan Storm para dominar mejor sus poderes.
Nathaniel regresó para ayudar a Reed a impulsar la Future Foundation, utilizando la tecnología que reunió a lo largo de los años. Luego les ayudó a luchar contra el Ejército Kree y los Celestiales Locos.

## Poderes y habilidades
Si bien Nathaniel Richards no tiene poderes sobrehumanos, sí tiene un intelecto de genio científico y también es un inventor experto en maquinaria y dispositivos avanzados.
Nathaniel Richards inventó un dispositivo llamado Plataforma del Tiempo y tiene una gran experiencia como viajero en el tiempo. También creó su propia armadura que le da una gran fuerza y durabilidad. Nathaniel Richards también lleva dispositivos de teletransportación y armas de energía para la defensa.

## Otras versiones

### What If?
- En "¿Y si los Cuatro Fantásticos fueran cosmonautas?", Nathaniel llamó a su hijo Rudion y fue internado en un campo de Siberia después de que Estados Unidos perdiera la fe en la URSS.[15]
- En otra realidad basada en Camelot, Nathaniel Richards es una variación de Merlín a una versión de Caballero Negro.[16]

### La Bestia
Existe una versión de Nathaniel Richards que fue arrastrada al futuro lejano con los otros Nathaniels por Immortus. Esta versión de Nathaniel, llamada la Bestia, era un maníaco homicida que aprovechó la oportunidad para masacrar a todos sus homólogos alternativos. El Nathaniel de Earth 616 se une a los jóvenes universitarios Reed Richards, Ben Grimm y Victor von Doom para derrotarlo.

### Ultimate Marvel
En el Universo Ultimate Marvel, el padre de Reed pasa a llamarse Gary Richards y no tiene antecedentes científicos. También parece despreciar la mente científica de su hijo, prefiriendo las habilidades atléticas de su amigo Ben Grimm. Cuando el grupo de expertos del Edificio Baxter aceptó a Reed, Gary se alegró de que se hubiera ido. Cuando Diablo secuestró a la hermana menor de Reed, Enid, Gary acudió a Reed en busca de ayuda, aunque todavía estaba resentido con él. Cuando Reed dejó los Cuatro Fantásticos, Gary estaba allí para saludarlo, sin mostrarse sorprendido. Gary, junto con su esposa Mary y dos hijas, murieron en una explosión dirigida a la casa de los Richards.

## En otros medios
El padre de Reed, simplemente acreditado como Sr. Richards, aparece en Fantastic Four de 2015 interpretado por Tim Heidecker. Al parecer, no es el padre biológico de Reed y pasa la mayor parte del tiempo viendo fútbol en la televisión. Se cortaron varias escenas del Sr. Richards.